# 布匿人

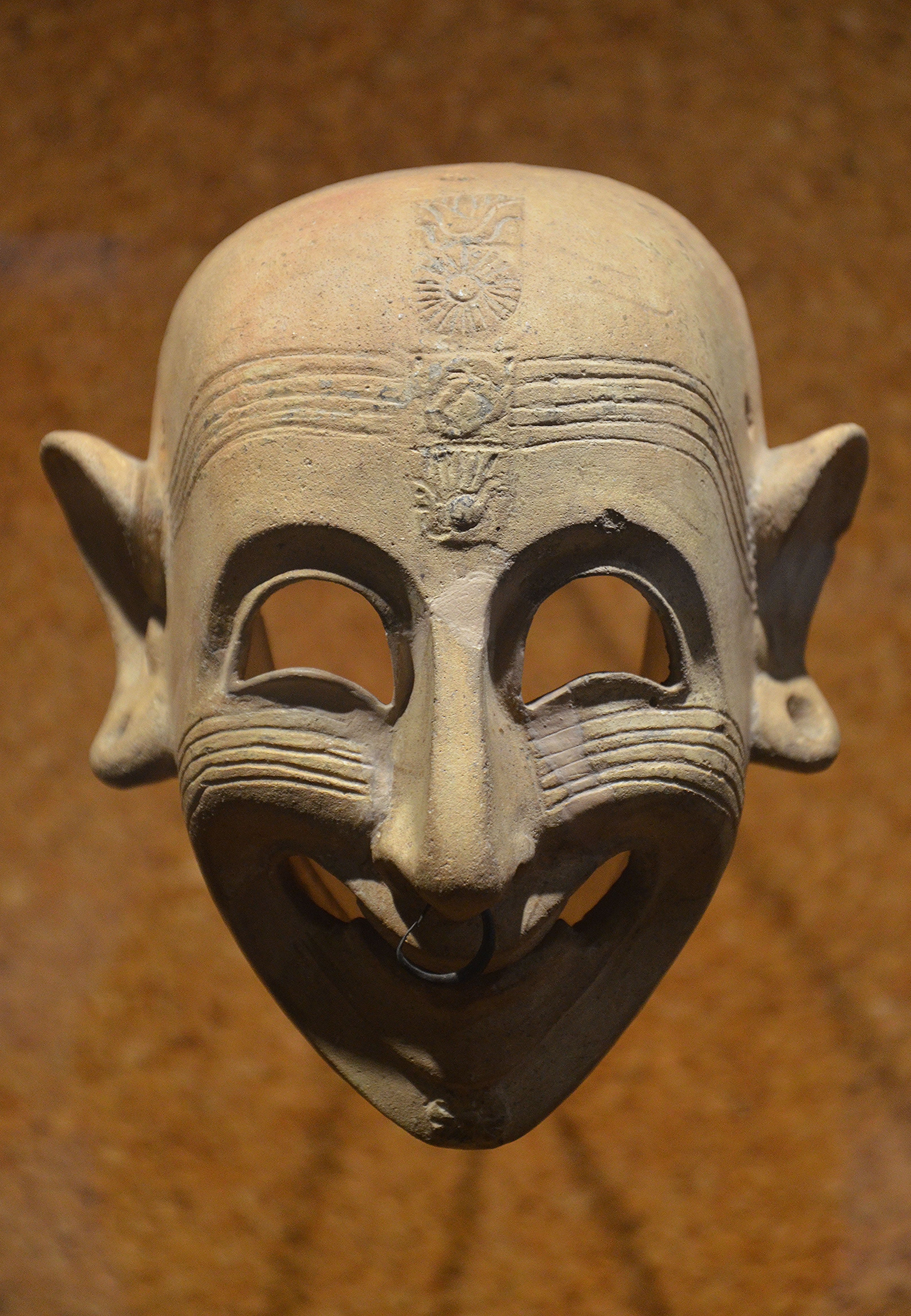
撒丁—布匿面具露出戲謔的笑容

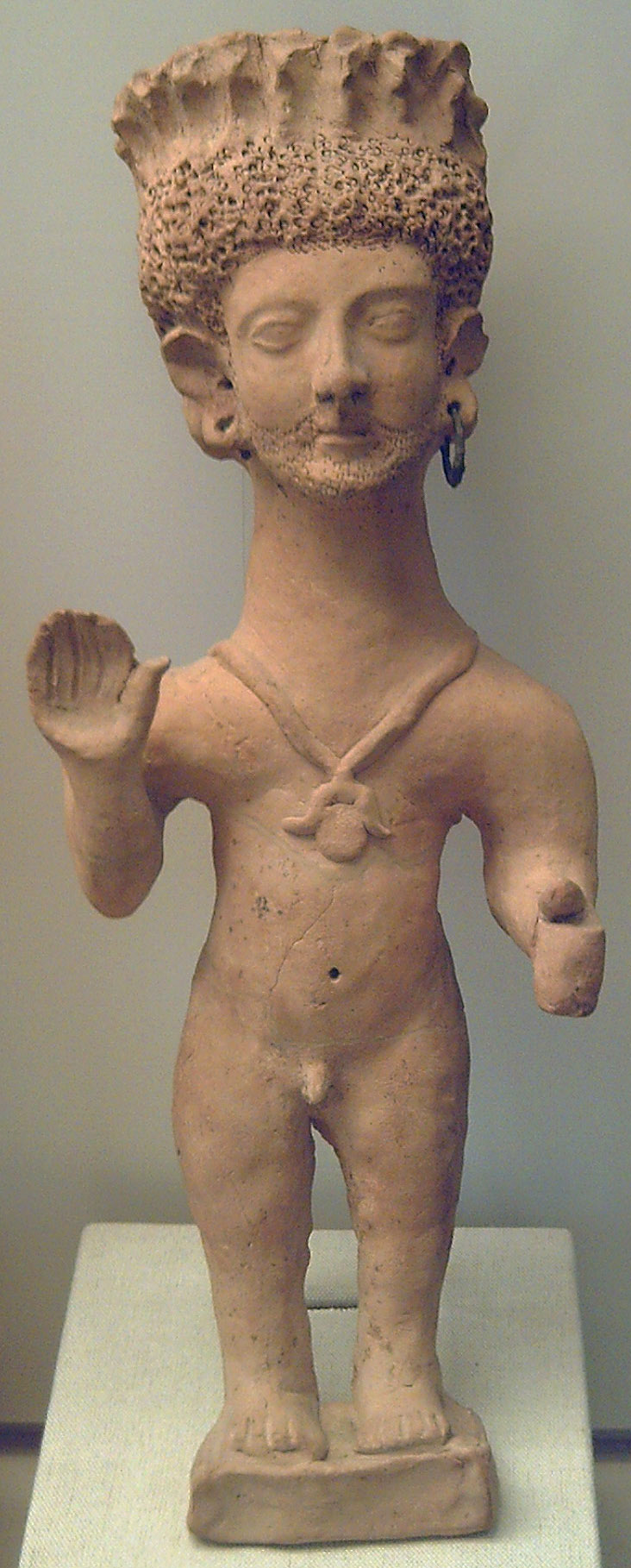
布匿人祈祷雕塑，约公元前3世纪

布匿人，指北非历史上的一个源于迦太基的讲西闪米特语的民族，他们是腓尼基移民和北非的柏柏尔人原住民融合产生。布匿人不像其他的腓尼基人，他們除了沿海据点，還控制了北非内陆和跨撒哈拉贸易，并在当地建立了地主贵族政治统治。后来，布匿人的一支在伊比利亚建立了一个希腊化风格的帝国，该帝国可能在高卢西部也有据点。和其他腓尼基人一样，他们的城市文化和经济强烈依赖海洋。在海外，他们控制了柏柏尔北非（如现在突尼斯、的黎波里塔尼亚）的沿海地区、撒丁岛、科西嘉岛、西西里岛、巴利阿里、马耳他以及地中海西部的一些其他小岛，对于他们是否曾控制伊比利亚大西洋沿岸諸岛还存在争议。在巴利阿里群岛、撒丁岛、科西嘉岛和西西里岛，他们在经济和政治上和内陆的各独立国家有着密切联系。他们的海军力量和贸易从地中海一直扩展到不列颠群岛、加那利群岛和西非。布匿人最著名的科技成就是无色玻璃的开发和利用湖相灰岩提高煉铁的純度。
据大多数的布匿文化被前264年-前146年发生的罗马人和迦太基人之间的布匿战争摧毁了。但直至公元325年至650年的基督教早期时，布匿人的语言、信仰和科技的痕迹在非洲还能发现。
在考古学和语言学方面，“布匿”用来指代源于迦太基的希腊化及后期文化和腓尼基语中一种不同于腓尼基人起源城市提尔的迦太基方言。腓尼基人也在北非西部（马格里布地区）和迦太基人统治的其他地区定居，但他们的文化和政治体系与布匿人的不同。在西至伊比利亚半岛，东到塞浦路斯的广大地区，都分布有布匿文化的遗迹。

## 文献
- B. H. Warmington, Carthage (2d ed. 1969)
- T. A. Dorey and D. R. Dudley, Rome against Carthage (1971)
- N. Davis, Carthage and Her Remains (1985).